# Båtvik
Båtvik is een plaats in de gemeente Skellefteå in het landschap Västerbotten en de provincie Västerbottens län in Zweden. De plaats heeft 53 inwoners (2005) en een oppervlakte van 28 hectare. De plaats ligt aan een baai van het meer Bodaträsket.